# Куприянов, Иван Сергеевич
Иван Сергеевич Куприянов (1888—1930) — купец, фабрикант, предприниматель. После революции 1917 года был управляющий Кучинского кирпичного завода. Расстрелян в 1930 году по подозрению во вредительстве.

## История
Первые известные Куприяновы были государственными крестьянами деревни Молзино Богородского уезда Московской губернии. По названии деревни вначале носили фамилию Молзинские. С середины XVIII перешли в купеческое сословие и стали называться Куприяновыми. Сергей Григорьевич Куприянов родился в 1843 году. В его собственности была шёлкоткацкая фабрика в Богородске. Его женой была Надежда Онисимовна Елагина (1861—1938). Отцом Надежды Елагиной был богородский городской голова и фабрикант Онисим Федорович Елагин. В браке Сергея Григорьевича и Надежды Онисимовны родилось 11 детей: 8 мальчиков 3 девочки. Четверо их сыновей: Иван Сергеевич, Владимир Сергеевич, Александр Сергеевич и Фёдор Сергеевич стали выпускниками Комиссаровского технического училища. Сергей Григорьевич был купцом 2-й гильдии.
Деревня Кучино всегда была известна своими кирпичными заводами. Там же кирпичный завод был у купцов Куприяновых.
После революции 1917 года кирпичный завод Куприянова был национализирован, Иван Сергеевич Куприянов работал на нем управляющим. Под его руководством завод выпускал 1 миллион кирпичей ежегодно. В 1930 году на базе завода Куприянова была создана Кучинская мастерская цементно-песочных изделий.
В 1930 году Иван Куприянов был расстрелян после пуска кирпичного завода. Его обвинили во вредительстве.

## Семья
У Ивана Сергеевича Куприянова было много братьев. Один из Федор Сергеевич Куприянов, родился в 1892 году. Получил образование в Комиссаровском техническом училище и в Технологическом училище в Рётлингене. В 1921 году был заведующим треста «Техноткань». В 1930 году стал главным инженером шёлкоткацкой фабрики «Красная Роза» в Москве. Умер в 1971 году.
Александр Сергеевич и Владимир Сергеевич Куприяновы — участники Русско-японской войны. Алексей (1887—1944) — окончил Александровское коммерческое училище, сотрудник треста «Теплоткань». Еще один брат, Авксентий Сергеевич (1894—1919) работал врачом.